# Чи Дон Вон
Чи Дон Вон (кор. 지동원?, 池東沅?; 28 мая 1991, Чеджу, Южная Корея) — южнокорейский футболист, нападающий клуба «Сеул». Выступал за сборную Южной Кореи. Бронзовый призер летних Олимпийских игр 2012.

## Карьера

### Клубная
Первым профессиональным клубом Чи Дон Вона стал «Чоннам Дрэгонз». Нападающий дебютировал в команде 27 февраля 2010 года в матче против «Инчхон Юнайтед». В матче с «Канвоном», сыгранном 28 марта 2010 года южнокорейский нападающий забил первый гол в своей клубной карьере. Всего Чи Дон Вон провёл за клуб 33 матча, в которых забил 10 голов.
Летом 2011 года южнокорейский форвард стал игроком «Сандерленда». Чи Дон Вон впервые сыграл за английский клуб в матче первого тура чемпионата Англии против «Ливерпуля». Первый гол в Премьер-лиге нападающий забил 10 сентября 2011 года в ворота «Челси».
Всего за сезон 2011/12 Чи Дон Вон сыграл в Английской Премьер-лиге 19 матчей и забил 2 гола, однако в первой половине следующего сезона игровой практики футболист не получал и в январе 2013 года был отправлен в аренду в немецкий «Аугсбург». Забив 5 голов в 17 сыгранных в Бундеслиге матчах, форвард полгода спустя вернулся в Англию. 16 января 2014 года Чи вернулся в «Аугсбург», подписав контракт до конца сезона.
17 апреля 2014 года было объявлено о том, что летом, по окончании сезона, Чи станет игроком дортмундской «Боруссии», с которой он подписал контракт до 2018 года.

### В сборной
Чи Дон Вон в составе олимпийской сборной Южной Кореи принимал участие в олимпийском футбольном турнире 2012, где сыграл 6 матчей, забил 2 гола и завоевал вместе с командой бронзовые медали.
Дебютировал в национальной сборной 30 декабря 2010 года в товарищеском матче со сборной Сирии и забил единственный гол в матче. Нападающий попал в заявку сборной для участия в Кубке Азии 2011 и провёл на турнире 6 матчей, в которых забил 4 гола. В составе сборной Чи Дон Вон участвовал в отборочном турнире к чемпионату мира 2014. В рамках турнира форвард сыграл 11 матчей и забил 2 гола (2 сентября 2011 года в ворота Ливана).

## Достижения
- Бронзовый призёр кубка Азии: 2011
- Бронзовый призёр Летних Олимпийских игр: 2012

## Статистика
| Матчи Чи Дон Вона за сборную Южной Кореи | Матчи Чи Дон Вона за сборную Южной Кореи | Матчи Чи Дон Вона за сборную Южной Кореи | Матчи Чи Дон Вона за сборную Южной Кореи | Матчи Чи Дон Вона за сборную Южной Кореи | Матчи Чи Дон Вона за сборную Южной Кореи | Матчи Чи Дон Вона за сборную Южной Кореи |
| №                                        | Дата                                     | Соперник                                 | Счёт                                     | Голы Чи Дон Вона                         | Турнир                                   |                                          |
| ---------------------------------------- | ---------------------------------------- | ---------------------------------------- | ---------------------------------------- | ---------------------------------------- | ---------------------------------------- | ---------------------------------------- |
| 1                                        | 30 декабря 2010                          | Сирия                                    | 1:0                                      | 1                                        | Товарищеский матч                        |                                          |
| 2                                        | 10 января 2011                           | Бахрейн                                  | 2:1                                      | —                                        | Кубок Азии 2011                          |                                          |
| 3                                        | 14 января 2011                           | Австралия                                | 1:1                                      | —                                        | Кубок Азии 2011                          |                                          |
| 4                                        | 18 января 2011                           | Индия                                    | 4:1                                      | 2                                        | Кубок Азии 2011                          |                                          |
| 5                                        | 22 января 2011                           | Иран                                     | 1:0                                      | —                                        | Кубок Азии 2011                          |                                          |
| 6                                        | 25 января 2011                           | Япония                                   | 2:2 (0:3 пен.)                           | —                                        | Кубок Азии 2011                          |                                          |
| 7                                        | 28 января 2011                           | Узбекистан                               | 3:2                                      | 2                                        | Кубок Азии 2011                          |                                          |
| 8                                        | 10 февраля 2011                          | Турция                                   | 0:0                                      | —                                        | Товарищеский матч                        |                                          |
| 9                                        | 25 марта 2011                            | Гондурас                                 | 4:0                                      | —                                        | Товарищеский матч                        |                                          |
| 10                                       | 7 июня 2011                              | Гана                                     | 2:1                                      | 1                                        | Товарищеский матч                        |                                          |
| 11                                       | 2 сентября 2011                          | Ливан                                    | 6:0                                      | 2                                        | Отборочный матч ЧМ—2014                  |                                          |
| 12                                       | 6 сентября 2011                          | Кувейт                                   | 1:1                                      | —                                        | Отборочный матч ЧМ—2014                  |                                          |
|                                          | 7 октября 2011                           | Польша                                   | 2:2                                      | —                                        | Неофициальный матч                       |                                          |
| 13                                       | 11 октября 2011                          | ОАЭ                                      | 2:1                                      | —                                        | Отборочный матч ЧМ—2014                  |                                          |
| 14                                       | 11 ноября 2011                           | ОАЭ                                      | 2:0                                      | —                                        | Отборочный матч ЧМ—2014                  |                                          |
| 15                                       | 15 ноября 2011                           | Ливан                                    | 1:2                                      | —                                        | Отборочный матч ЧМ—2014                  |                                          |
| 16                                       | 31 мая 2012                              | Испания                                  | 1:4                                      | —                                        | Товарищеский матч                        |                                          |
| 17                                       | 8 июня 2012                              | Катар                                    | 4:1                                      | —                                        | Отборочный матч ЧМ—2014                  |                                          |
| 18                                       | 12 июня 2012                             | Ливан                                    | 3:0                                      | —                                        | Отборочный матч ЧМ—2014                  |                                          |
| 19                                       | 6 февраля 2013                           | Хорватия                                 | 0:4                                      | —                                        | Товарищеский матч                        |                                          |
| 20                                       | 26 марта 2013                            | Катар                                    | 2:1                                      | —                                        | Отборочный матч ЧМ—2014                  |                                          |
| 21                                       | 4 июня 2013                              | Ливан                                    | 1:1                                      | —                                        | Отборочный матч ЧМ—2014                  |                                          |
| 22                                       | 11 июня 2013                             | Узбекистан                               | 1:0                                      | —                                        | Отборочный матч ЧМ—2014                  |                                          |
| 23                                       | 18 июня 2013                             | Иран                                     | 0:1                                      | —                                        | Отборочный матч ЧМ—2014                  |                                          |
| 24                                       | 6 сентября 2013                          | Республика Гаити                         | 4:1                                      | —                                        | Товарищеский матч                        |                                          |
| 25                                       | 12 октября 2013                          | Бразилия                                 | 0:2                                      | —                                        | Товарищеский матч                        |                                          |
| 26                                       | 19 ноября 2013                           | Россия                                   | 1:2                                      | —                                        | Товарищеский матч                        |                                          |